# Зонування категорій природно-заповідного фонду
Зонування категорій природно-заповідного фонду — виділення певних територій з різним режимом охорони в  національних природних парках, біосферних заповідниках, регіональних ландшафтних парках, інших категоріях об'єктів природно-заповідного фонду України і інших країн.

## Законодавчі аспекти
В Україні, згідно з Законом України «Про природно-заповідний фонд України», обов'язковому зонуванню підлягають національні природні парки, біосферні заповідники, регіональні ландшафтні парки. У національних природних парках і регіональних ландшафтних парках створюються наступні зони — зона заповідна, зона регульованої рекреації, зона стаціонарної рекреації, господарська зона; у біосферних заповідниках — заповідна зона, буферна зона, зона антропогенних ландшафтів, може бути створена зона регульованої заповідності. Окрім цього зонування може бути проведене у ботанічних садах, дендрологічних парках і зоологічних парках. Проте на практиці це найчастіше не робиться. Наприклад, з усіх українських дендрологічних парків і ботанічних садів затверджене зонування має тільки дендропарк Софіївка.

## Рівні заповідності
Різні зони мають свій рівень заповідності. Згідно з Законом України «Про природно-заповідний фонд України», в заповідних зонах національних природних парків, біосферних заповідників, регіональних ландшафтних парків повинен підтримуватися найстрогіший охоронний режим, такий як і в природних заповідниках. У зоні регульованої рекреації і у буферній зоні заборонено полювання, суцільна рубка лісу, меліоративний лов риби. У зоні антропогенних ландшафтів і господарській зоні заборонено полювання, проте в господарській зоні доки дозволені рубки головного користування.

## Практика і недоліки зонування українських національних природних парків
Найважливіша частина національних природних парків — заповідна зона. На жаль, вона складає в середньому 20,3 % території парку, а в 5 діючих парках доки ще не виділена. У деяких національних парках заповідна зона займає дуже невелику площу. Наприклад, в Подільських Товтрах — 0,87 %, Джарилгацькому — 3 %, Бузькому Гарді — 5 %, Білобережжі Святослава — 8,8 %, Святих Горах — 6,5 %, Гуцульщині — 7,7 %,  Нижньосульському — 7,9 %. Хоча згідно з рекомендаціями Програми літопису природи для заповідників і національних парків, затверджених Мінприродою України і НАН України, № 465/430 від 25 листопада 2002 р., заповідна зона національного парку повинна займати понад 20-30 % території парку, а заповідна зона біосферного заповідника — понад 3-50 % території заповідника, а згідно з рекомендаціями МСОП (IUSN), площа територій охорони природи (заповідних територій) національних парків і інших об'єктів природно-заповідного фонду повинна складати 75 % від їх загальної площі.
На жаль, Законом «Про природно-заповідний фонд України» не передбачена мінімальна площа заповідної зони національного природного парку (а також біосферного заповідника і регіонального ландшафтного парку), а також не заборонено зменшення заповідної зони національного природного парку. В результаті є випадки, як з національним природним парком «Зачарований край», коли заповідна зона, на догоду господарським інтересам, була скорочена. У Нижньодністровскому національному парку в 2014 р. піднімалося питання про переведення частини заповідної зони парку в господарську з метою проводки кабелю ЛЕП (51,4 га). У «Синьовирі» науково-технічна рада парку в грудні 2011 р. погоджувала перевод 37 га із заповідної зони в господарську.
Якісній охороні заповідних зон заважає також той факт, що у більш ніж 13 національних природних парках до заповідної зони входять землі, які належать не лише самому парку, але і іншим землекористувачам — лісгоспам, сільрадам і тому подібне
У заповідних зонах деяких інших національних парків до недавнього часу проводилися або ще проводяться заходи регуляцій. Так, у Білобережжі Святослава — косіння очерету, в Галицькому — сінокосіння, Синьовирі, Швацькому, Мезенському, Дермансько-Острозькому, Карпатському, Святих Горах — санітарні рубки, в Приазовському — добувається мотиль. Практично в усіх заповідних зонах парків проводяться екскурсії, чим також наноситься збиток заповідним екосистемам і біорізноманітності. У національному природному парку Голосіївський в заповідній зоні незаконно добувався пісок, були зрубані дерева. У заповідній зоні Приазовського НПП (острів Малий і Великий Дзендзик) зафіксований незаконний відпочинок великої кількості людей, куди їх доставляють катерами, у заповідній зоні НПП Білобережжя Святослава — джипінг, незаконний відпочинок людей, встановлення наметів, браконьєрство (лов мідій, креветок). У Карпатському парку в заповідній зоні в 2007 р. вирубали під виглядом санрубок 70 м3 лісу, в жовтні 2014 р. у заповідній зоні Святих Гір були виявлені самовільні порубки.
При створенні національних парків нерідко виникає безглузда в правовому плані ситуація, коли в територію організованого нацпарка входять заповідні урочища, що мають заповідний (як у природних заповідників) режим, проте після зонування парку вони не входять в його заповідну зону і як би втрачають свій заповідний статус. Наприклад, до складу національного парку Бузький Гард увійшли 4 заповідні урочища загальною площею близько 2 тис. га, але вони не увійшли до заповідної зони цього парку, площа якої складає всього 307 га. В результаті створення нацпарка відсоток істинної заповідності був зменшений. У ряді національних парків (Олешківські піски, Джарилгаський, Бузький Гард, Приазовський, Мезинский та ін.) заповідна зона не позначена аншлагами, дороги, що ведуть в заповідну зону, не перекриті шлагбаумами.
Нині загальна площа заповідних зон 38 національних парків (де вони виділені) складає 181683,13 га, або 0,30 % від площі України (включаючи Крим), що приблизно дорівнює площі усіх українських природних заповідників.

## Досвід зонування в національних парках США і Канади
Згідно з рекомендацією XI Генеральної асамблеї МСОП, в національних парках США і Канади зонування складається з: 1) зони абсолютної охорони; 2) зони строгої охорони; 3) зони слабкої охорони; 4) зони рекреації . Вже в 1970-х роках в канадських національних парках зони абсолютної охорони складали 55-70 %, зони строгої охорони — 3-12 %, зони слабкої охорони — 15-35 %, зони рекреації — 1,5-10 %. У деяких парках є також зона паркового сервісу, що має невелику площу.
У США існує тенденція до спрощення зонування території національних парків. Для них рекомендується виділяти під туристсько-адміністративну зону до 5 % території, а іншу площу відносити під зону строгої (абсолютної) охорони. Так, в Йосемітському національному парку зона строгої (абсолютної) охорони складає 89 % території парку, в національному парку Еверглейдс зона строгої (абсолютної) охорони складає 85 % території парку. У канадському національному парку Джаспер зона абсолютної охорони і зона строгої охорони разом складають 99 % території парку. У іншому канадському національному парку Гатине, зона строгої (абсолютної) охорони складає 75 % території парку, і навіть наукові співробітники її відвідують тільки по пропусках.
На початку 2000-х років у національних парках США і Канади зона строгої (абсолютної) охорони складає від 75 до 90 % території парків, куди у тому числі заборонений прохід відвідувачів. При цьому МСОП (IUCN) рекомендує під заповідну зону національних парків відводити 75 % території. Слід підкреслити, що у деяких канадських національних парках взагалі немає зон № 3 (слабкої охорони) і № 4 (рекреації), а є лише зони № 1 і № 2 абсолютної і строгої охорони. Таке зонування у бік збільшення зон строгої (абсолютної) охорони якнайкраще підтверджує активне застосування концепції заповідності в менеджменті американських і канадських національних парків.